# The Visit (álbum)
The Visit é o quarto álbum de estúdio da cantora e compositora canadense Loreena McKennitt, lançado em 1991.
Os textos das canções têm origens antigas: The Lady of Shalott é a transposição do poema homônimo de Alfred Tennyson. Cymbeline vem de uma comédia de Shakespeare. Tango to Evora foi concebido para a trilha sonora do documentário The Burning Times, produção de 1990, e faz referência à cidade de Évora, Portugal, cujo centro histórico é Património Mundial da UNESCO.
A canção Bonny Portmore foi incluída na trilha sonora do filme Highlander III.

## Faixas
Todas as canções compostas por Loreena McKennitt exceto onde indicado.
1. "All Souls Night" – 5:09
2. "Bonny Portmore" (Tradicional, arranjada e adaptada por Loreena McKennit) – 4:21
3. "Between the Shadows" – 3:42
4. "The Lady of Shalott" (Letras de Alfred Lord Tennyson adaptadas por Loreena McKennitt, música de Loreena McKennit) – 11:34
5. "Greensleeves" (Música tradicional arranjada por Loreena McKennitt) – 4:26
6. "Tango to Evora" – 4:10
7. "Courtyard Lullaby" – 4:57
8. "The Old Ways" – 5:44
9. "Cymbeline" (Música de Loreena McKennitt, Letras de William Shakespeare) – 5:07

## Desempenho nas paradas

### Álbum
| Paradas (1992)     | Melhor posição. |
| ------------------ | --------------- |
| Top New Age Álbuns | 3               |